# Lionel Terray
Lionel Jules Henri Anne Terray (Grenoble, 25 de julho de 1921 – Maciço do Vercors, 19 de setembro de 1965) foi um montanhista francês que faleceu num acidente nas Arestas do Gerbier no Maciço do Vercors. Em conjunto com Louis Lachenal constitui uma das melhores cordadas francesas do após-guerra, realizando nomeadamente a primeira repetição da vertente norte do Engel em 1947.

## Estudos
Filho de uma família sem problemas financeiros, estava dedicado a uma boa profissão, mas ele preferiu a de guia de alta montanha tirada na exigente Escola nacional dos desportos de montanha, em Chamonix-Monte-Branco. Já muito pequeno e depois adolescente desagrada aos pais e passar todo o tempo possível na montanha, aonde se acaba por instalar em 1940 como agricultor em Chamonix. Em 1941 entra na organização para-militar francesa Juventude e Montanha onde encontra Gaston Rébuffat.
Durante a guerra alista-se na Compagnie Stéphane como era conhecida uma pseudo-companhia de caçadores alpinos, pois que então ainda não existente, e  formada durante a guerra por Étienne Poitau, conhecido por capitaine Stéphane grande alpinista e Resistente que na maior parte faziam parte da Juventude e montanha, logo para os quais a neve e os esquis eram objetos diários.

## Montanha
Depois da guerra já como instrutor da Escola de alta montanha é monitor de esqui e posteriormente guia de alta montanha. É por essa altura que começa as primeiras corridas de montanha com Louis Lachenal e a grande epopeia da maiores faces norte dos Alpes, com escaladas nas Grandes Jorasses e no Eiger das chamadas três grandes vertentes norte dos Alpes.

## Expedição
Em 1950 participou ao lado de Maurice Herzog e Louis Lachenal na expedição francesa ao Annapurna com a finalidade de realizar a primeira ascensão de um cume de mais de 8000 m.

## Morte
A 19 de setembro de 1965, com o seu amigo Marc Martinetti, Lionel Terray cai mortalmente numa fenda do Arc de Cercle, na Aresta do Gerbier, no maciço do Vercors.
"Se verdadeiramente nenhuma pedra, nenhum sérac, nenhuma crevasse não está à minha espera nalguma parte do mundo para parar com a esta minha corrida, um dia virá onde, velho e cansado, saberei finalmente encontrar a paz junto dos animais e das plantas.
Fecha-se o círculo, e eu serei enfim o simples pastor que desde criança sempre desejei ser...
Assim escreveu no livro Les Conquérants de l'inutile".

## Distinções
Toda a expedição francesa ao Annapurna recebeu em conjunto o Prix Guy Wildenstein 